# Orange (動畫工作室)
Orange有限公司（日语：有限会社オレンジ）是一家以制作CG动画为主要业务的日本公司。
自由职业导演井野元英二作为代表人，在2004年5月1日创办了Orange有限公司。井野元英二曾为SATELIGHT的创圣的亚库艾里翁和Kinema Citrus的.hack//Quantum制作3DCG动画。
Orange公司的制作特点是，展现动作时，不仅通过3DCG动画的移动，也通过部分画面的变形等夸张的手法来表现。

## 主要作品

### 电视动画
加粗的是承担制作的作品，其余是参与CG制作的作品。
- 死后文
- 英雄時代 (動畫)
- 星界死者之书
- 超级机器人大战OG -Devine Wars-（日语：スーパーロボット大戦OG -ディバイン・ウォーズ-）
- 酷家伙杰伊（日语：ヒートガイジェイ）
- 基因轴（日语：ジーンシャフト）
- 索斯機械獸
- 攻殼機動隊 STAND ALONE COMPLEX系列
  - 攻殼機動隊 STAND ALONE COMPLEX
  - 攻壳机动队 S.A.C. 2nd GIG
- 創聖的亞庫艾里翁
- 到另一個你的身邊去
- Project BLUE 地球SOS（日语：Project BLUE 地球SOS）
- 企業傭兵
- 鬼泣 (动画)（日语：デビルメイクライ (アニメ)）
- 英雄時代 (動畫)
- 灼眼的夏娜 (動畫)
- 超时空要塞Frontier
- Phantom 〜Requiem for the Phantom〜
- 東京地震8.0
- IS〈Infinite Stratos〉系列
  - IS〈Infinite Stratos〉
  - IS〈Infinite Stratos〉2
- TIGER & BUNNY
- 最後流亡-銀翼的飛夢-
- 坂道上的阿波羅
- 加速世界
- 武裝神姬
- CØDE:BREAKER 法外制裁者
- 銀河機攻隊 莊嚴皇子（共同制作：動畫工房）
- 魔王勇者
- 惡魔倖存者2
- 熱風海陸
- 魔女的使命
- HAMATORA ─超能偵探社─
- Re:HAMATORA ─超能偵探社─
- BUDDY COMPLEX
- 黑色子彈（共同制作：Kinema Citrus）
- RAIL WARS! -日本國有鐵道公安隊-
- 戲劇性謀殺
- 東京殘響
- 艦隊Collection
- 蒼穹之戰神
- 哆啦A梦 (2005年电视动画)
- NORN9 命運九重奏（共同制作：Kinema Citrus）
- Active Raid－機動強襲室第八係－
- 最弱無敗神裝機龍
- 蒼之彼方的四重奏
- Dimension W －第四次元－（共同制作：3Hz）
- 寶石之國（首次獨立製作）
- 蠟筆小新 (動畫)
- BEASTARS
- 哥吉拉 奇異點（共同制作：BONES）
- Trigun Stampede

### OVA
- BALDR FORCE
- GUNDAM EVOLVE
- 創星的大天使（日语：創星のアクエリオン）
- 企業傭兵
- .hack//Quantum
- 英雄傳說VI 空之軌跡
- 一騎當千
- 流星之镜（日语：流れ星レンズ）
- Code Geass 亡國的阿基德
- Under the Dog（日语：Under the Dog）（共同制作：Kinema Citrus）

### 剧场版作品
- Moni（日语：ミニモニ。）
- 捉猴啦
- 高达新体验：绿色潜水员（日语：ガンダム新体験 グリーンダイバーズ）
- HIGHLANDER汉兰达〜Director's Cut Edition〜（日语：HIGHLANDER ハイランダー 〜ディレクターズカット版〜）
- 福音战士新剧场版
  - 福音战士新剧场版：序
  - 福音战士新剧场版：破
- 創聖的亞庫艾里翁
- 电影：新鲜漂亮的治疗！玩具的国家充满了秘密！（日语：ガンダム新体験 グリーンダイバーズ）
- 超时空要塞 剧场版（日语：劇場版 マクロスF）
- 光之美少女 All Stars DX2 希望之光☆守护彩虹宝石！
- Trigun Badlands Rumble
- 蒼穹之戰神
- TIGER & BUNNY
  - TIGER & BUNNY -The Beginning-
  - TIGER & BUNNY -The Rising-
- 攻殼機動隊 ARISE
- 乔瓦尼之岛
- 银河机攻队 觉醒的基因（共同製作：Seven Arcs Pictures）
- 蠟筆小新：爆睡！夢世界大作戰
- 無敵鐵金剛 INFINITY（使用3DCG動畫來呈現機械戰鬥動作）
- 怪物彈珠劇場版 空之彼方（日语：モンスターストライク THE MOVIE ソラノカナタ）
- 劇場版IDOLiSH7 Live 4bit Beyond the Period

### 游戏
- 空中殺手Tesses
- 武裝神姬Battle Masters Mk.2

### MV
- IDOLiSH7（IDOLiSH7音樂影片）
- Spin-off!（8周年系列纪念作品）

## 外部連結
- 官方網站 （页面存档备份，存于）
- Orange的X（前Twitter）